# Premsa clandestina a Polònia

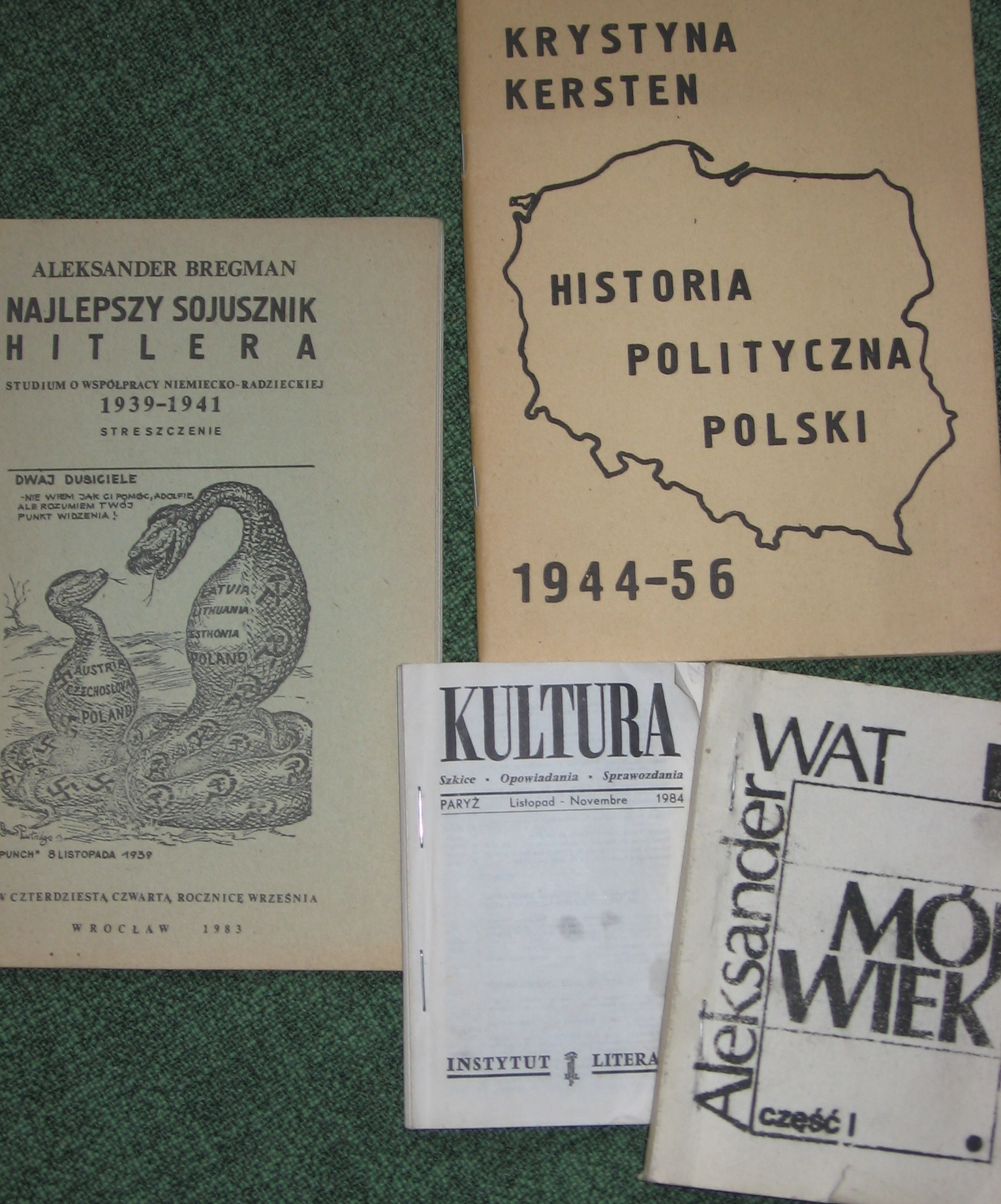
Selecció de publicacions clandestines poloneses.

La premsa clandestina a Polònia s'ha dedicat històricament a la difusió de materials prohibits (anomenats en polonès sota el nom col·lectiu de bibuła, "paper semitransparent" o drugi obieg, "segona circulació"). Aquesta distribució clandestina té una llarga història d'enfrontament amb la censura i els règims opressius que han existit al país. Se'n té notícia durant el segle xix i el segle xx, especialment en els períodes d'ocupació estrangera o del govern totalitari del govern pro-soviètic. En tot el Bloc Est, l'anomenat samizdat, es va publicar fins a la caiguda del comunisme, és un equivalent proper del bibuła.

## Història
Durant el segle xix, el període de la partició de Polònia va ser testimoni de l'aparició d'un gran nombre de periòdics clandestins en llengua polonesa. El més important entre ells fou el Robotnik ("treballador"), publicat amb una tirada de més de 1.000 exemplars des de 1894. En el context polonès durant Segona Guerra Mundial existiren milers de publicacions underground creades per l'Estat Polonès Clandestí i la Resistència Polonesa. La Tajne Wojskowe Zakłady Wydawnicze, o Impremta Militar Clandestina, segurament esdevingué l'editorial clandestina més prolífica del món.
Entre les dècades de 1970 i 1980 a República Popular de Polònia aparegueren nombrosos llibres (que de vegades arribaven a les cinc-centes pàgines) publicats en tirades sovint superiors a les 5.000 còpies. Hi havia així mateix un cert nombre de diaris. Un exemple important n'és el noticier Solidarność, que arribà a la quantitat de 30.000 exemplars impresos cada dia, dels quals alguns arribaren a les 100.000 còpies.

## Premsa anticomunista a la República Popular
Gran part de les publicacions de premsa clandestina a Polònia era organitzada a la dècada de 1970 pel Moviment per la Defensa dels Drets Humans i Civils (ROPCiO) i el Comité de Defensa dels Treballadors (KOR). Durant un bon nombre d'anys, juntament amb centenes d'editorials de mida modesta, coexistiren alguns grans grups editorials de caràcter clandestí i que rebien per poder publicar un influx de materials arribats de l'estranger il·legalment o robats de les editorials oficials legals.
La premsa clandestina polonesa tenia al seu favor el bagatge proporcionat per la seva participació en la Segona Guerra Mundial, en particular entre els veterans de l'Armia Krajowa, mentre que hi havia molta atenció oficial centrada en possibles conspiracions. L'arribada de la llei marcial i la prohibició governamental de Solidaritat van dificultar les activitats clandestines durant molts anys. Malgrat això, la pèrdua de poder experimentada pel partit comunista a partir de la dècada de 1980 va afavorir la producció i impressió de les editorials clandestines, i moltes publicacions van arribar a tenir una gran distribució per tot el territori nacional. Després de les Revolucions de 1989 algunes d'aquestes editorials underground es van convertir en editorials normals i legals.
Existiren a la pràctica moltes diferències d'escala entre la premsa clandestina de Polònia i el fenomen samizdat a la Unió Soviètica, Hongria, Txecoslovàquia i d'altres països de l'esfera comunista. En tot moment donat dels anys 80 hi havia més de cent editorials actives a Polònia independents del règim, i que formaven una part excepcionalment important del mercat negre. Es venien llibres a través de canals de distribució a clients de pagament, que incloïen subscriptors. Entre els centenars de diaris regionals, hi havia publicacions com Tygodnik Mazowsze que arribaven a una circulació de 60.000-80.000 exemplars, amb alguns números superant la marca dels 100.000. La producció estimada de llibres i publicacions se suposa que arriba a uns mil per any, i una distribució acumulada de més d'un milió d'exemplars. D'altres productes clandestins distribuïts il·legalment incloïen cassettes, vídeos, pòsters, postals, calendaris i insígnies.